# Itaipava do Grajaú
Itaipava do Grajaú là một đô thị thuộc bang Maranhão, Brasil. Đô thị này có diện tích 1540,286 km², dân số năm 2007 là 13226 người, mật độ 8,59 người/km².